# Fußball-Weltmeisterschaft 1938/Kuba
Dieser Artikel behandelt die kubanische Fußballnationalmannschaft bei der Fußball-Weltmeisterschaft 1938.

## Qualifikation
Da alle anderen Mannschaften (Vereinigte Staaten, Kolumbien, Costa Rica, Mexiko, El Salvador und Niederländisch-Guyana) zurückzogen, war Kuba automatisch qualifiziert.

## Kubanisches Aufgebot
| Name                   | Verein zu WM-Beginn | Geburtstag |
| Torhüter               | Torhüter            | Torhüter   |
| ---------------------- | ------------------- | ---------- |
| Juan Ayra              | CD Centro Gallego   | 23.06.1913 |
| Benito Carvajales      | Juventud Asturiana  | 25.07.1913 |
| Abwehr                 |                     |            |
| Jacinto Barquín        | CD Puentes Grandes  | 03.09.1915 |
| Manuel Chorens         | CD Centro Gallego   | 22.01.1916 |
| Mittelfeld             |                     |            |
| Joaquín Arias          | Juventud Asturiana  | 12.11.1914 |
| Pedro Bergés           | Iberia Havana       | 16.06.1906 |
| Arturo Galceran        | Juventud Asturiana  |            |
| José Antonio Rodríguez | CD Centro Gallego   | 23.03.1912 |
| Angriff                |                     |            |
| Juan Alonzo            | Fortuna Havana      | 24.06.1911 |
| Tomás Fernández        | CD Centro Gallego   | 09.02.1915 |
| Pedro Ferrer           | Iberia Havana       | 22.01.1908 |
| José Magriñá           | CD Centro Gallego   | 14.12.1917 |
| Héctor Socorro         | CD Puentes Grandes  | 26.06.1912 |
| Mario Sosa             | Iberia Havana       | 1910       |
| Carlos Oliveira        | Hispano America     |            |
| Juan Tuñas             | Juventud Asturiana  | 17.07.1917 |
| Trainer                |                     |            |
| José Tapia             |                     |            |

## Spiele der kubanischen Mannschaft

### Achtelfinale
| 6.000 | Stade Chapou (Toulouse) | Kuba | Rumänien | Scarpi (Italien) | 3:3 n. V. (2:2, 1:1) | 0:1 Bindea (30.) 1:1 Socorro (40.) 2:1 Fernández (87.) 2:2 Baratky (88.) 3:2 Bindea (100.) 3:3 Tuñas (111.) |

Wiederholungsspiel:
| 5.000 | Stade Chapou (Toulouse) | Kuba | Rumänien | Birlem (Deutschland) | 2:1 (0:1) | 0:1 Dobay (35.) 1:1 Socorro (50.) 2:1 Magriñá (55.) |

Das 3:3 und das 2:1 von Kuba gegen Rumänien war wenig erwartet worden.

### Viertelfinale
| 6.000 | Stade du Fort Carré (Antibes) | Schweden | Kuba | Krist (Tschechoslowakei) | 8:0 (4:0) | 1:0 Andersson (9.) 2:0 Wetterström (22.) 3:0 Wetterström (37.) 4:0 Wetterström (44.) 5:0 Keller (80.) 6:0 Andersson (81.) 7:0 Nyberg (84.) 8:0 Andersson (89.) |

Schweden war der kubanischen Mannschaft deutlich überlegen.